# Retamal de Llerena
Retamal de Llerena település Spanyolországban, Badajoz tartományban. Retamal de Llerena Hornachos, Puebla de la Reina, Oliva de Mérida, Higuera de la Serena, Zalamea de la Serena, Valle de la Serena és Campillo de Llerena községekkel határos. Lakosainak száma 429 fő (2024).

## Népesség
A település népessége az utóbbi években az alábbiak szerint változott:
| Lakosok száma | 549  | 521  | 502  | 501  | 497  | 484  | 454  | 443  | 432  | 429  |
|               | 2001 | 2004 | 2006 | 2009 | 2011 | 2014 | 2016 | 2019 | 2021 | 2024 |